# 周阳 (宁波)
周阳（1982年5月—），浙江宁波鄞州人，中华人民共和国政治人物、中共党员。现任玉环市人民政府中共玉环市委书记。作为80后，他成为了浙江省最年轻的县级行政区政府主官之一。

## 生平
周阳于1982年5月出生在浙江省宁波市鄞县。2003年10月加入中国共产党，2005年10月参加工作，任宁波市城市管理行政执法支队鄞州大队直属中队干部、直属一中队副中队长。之后，他先后担任宁波市鄞州区首南街道办事处主任助理；共青团宁波市鄞州区委副书记、党组成员；五乡镇党委委员、人武部部长；瞻岐镇党委副书记、纪委书记；共青团宁波市鄞州区委书记、党组书记；咸祥镇党委副书记、镇长；鄞州经济开发区（区大嵩新区）管委会副主任（兼）；龙观乡党委书记、人大主席，区五龙潭风景名胜区党工委书记（兼）；宁波市鄞州区委办公室副主任（正处级）。
2016年11月，周阳拟提名慈溪市副市长人选。2017年3月，经慈溪市十七届人大一次会议第三次全体会议选举，成为慈溪市副市长。他负责管理慈溪市的工业、经济、科技、商贸（现代服务业）、生态、招商等方面的工作，分管慈溪市经信局、慈溪市科技局等多个部门和国企，负责联系慈溪市侨办、慈溪市台办等多个部门和国企。
2019年4月，原中共玉环市委书记林先华升任台州市副市长，原玉环市市长吴才平接任这一职务，并暂时兼任市长。半年后的2019年10月14日，周阳被中共浙江省委组织部公示为县（市、区）长候选人，公示时长为一周。24日上午，玉环市领导干部大会召开，浙江省委、台州市委决定：周阳任中共玉环市委委员、常委、副书记，提议为玉环市市长候选人；吴才平不再担任玉环市市长职务。是日下午，玉环市十六届人大常委会召开第二十四次会议表决通过了吴才平辞去玉环市人民政府市长职务的请求，决定周阳任玉环市人民政府副市长，并代理玉环市人民政府市长职务。2019年10月29日，他开展了履新后的首次调研，来到了楚门镇、清港镇，并参观东方中小学革命史纪念馆。
周阳后又兼任玉环市政府党组书记。2020年5月9日，玉环市第十六届人民代表大会第四次会议选举周阳为玉环市人民政府市长。
2022年2月20日，当选为玉环市市委书记。